# 가미나가사키촌
가미나가사키촌(上長崎村)은 나가사키현 니시소노기군에 설치된 촌이다. 